# Calliopum oosterbroeki
Calliopum oosterbroeki är en tvåvingeart som beskrevs av Shatalkin 2000. Calliopum oosterbroeki ingår i släktet Calliopum och familjen lövflugor.
Artens utbredningsområde är Spanien. Inga underarter finns listade i Catalogue of Life.